# Agnieszka Kotulanka
Agnieszka Kotulanka, Agnieszka Sas-Uhrynowska, rozená Kotuła (26. října 1956 Varšava - 20. února 2018 Varšava) byla polská divadelní a filmová herečka.

## Biografie
Absolvovala Akademii dramatických umění ve Varšavě. V roce 1980 se poprvé objevila v malé televizní sérii Dom. V roce 1989 se přestěhovala do Kanady, kde působila dva roky, pak se rozhodla vrátit domů. V roce 2000 získala sošku za nejlepší ženský herecký výkon Telekamery Polsky. Jejím bývalým manželem byl herec Jacek Sas-Uhrynowski.